# 新蒙特勒
新蒙特勒（法語：Montreux-Jeune，法語發音：[mɔ̃tʁø ʒœn] ⓘ）是法国上莱茵省的一个市镇，位于该省西南部，与旧蒙特勒和蒙特勒堡相邻，属于阿尔特基什区。

## 地理
新蒙特勒（47°36'40"N, 7°1'55"E）面积3.36 平方千米，位于法国大東部大區上莱茵省，该省份为法国东部内陆省份，是阿尔萨斯的一部分，今与下莱茵省组成了阿尔萨斯欧洲集体，其北临下莱茵省，西接孚日省，西南接贝尔福地区省，东侧沿莱茵河与德国相望，南与瑞士接壤。
与新蒙特勒接壤的市镇（或旧市镇、城区）包括：马尼、布列塔尼、大沙瓦讷、蒙特勒堡、旧蒙特勒。
新蒙特勒的时区为UTC+01:00、UTC+02:00（夏令时）。

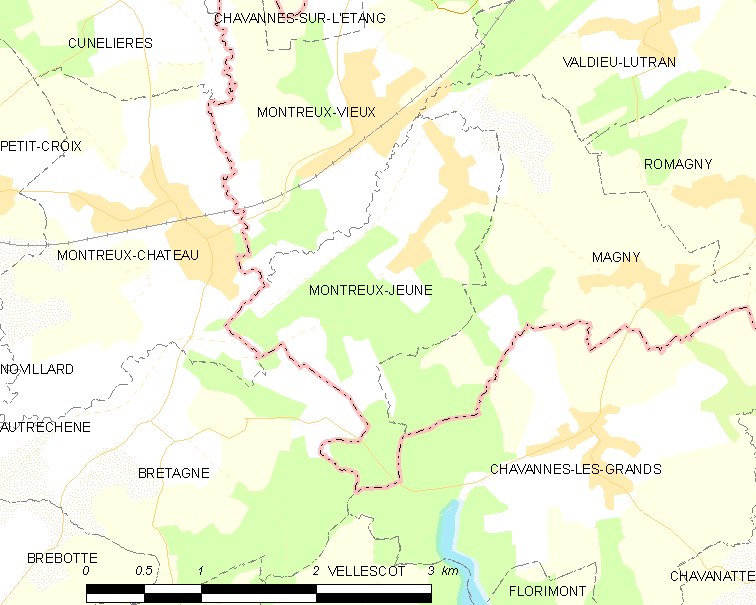
新蒙特勒的OSM定位图

## 行政
新蒙特勒的邮政编码为68210，INSEE市镇编码为68214。

## 政治
新蒙特勒所属的省级选区为马斯沃-尼德布吕克县。

## 人口

1962-2008年间新蒙特勒人口变化图示

新蒙特勒于2022年1月1日时的人口数量为368人。